# 安川病院
安川病院（やすかわびょういん）は、福井県福井市大和田に所在する病院である。

## 沿革
（この節の出典）
- 1915年 - 福井市佐佳根上町に安川医院開設
- 1921年 - 福井市中央町に移転
- 1956年 - 2度の焼失（福井大空襲、福井大地震による）を経て安川病院に改称
- 1959年 - 医療法人化
- 1994年 - 福井市大和田町に移転、入院病棟を設置

## 診療科目
（この節の出典）
- 内科
- 神経内科
- 消化器内科
- 小児科
- 小児外科
- 外科
- 消化器外科
- 肛門科
- 整形外科
- リハビリテーション科
- 放射線科

## 医療機関の認定
- 保険医療機関[3]
- 生活保護法指定医療機関[3]
- 労災保険指定医療機関[3]
- 原子爆弾被害者一般疾病医療取扱医療機関[3]
- 身体障害者福祉法指定医の配置されている医療機関[3]

## 交通アクセス
- 京福バス「安川病院前」停留所下車正面[4]。
- えちぜん鉄道勝山永平寺線「越前新保駅」より約2.3km[4]。